# Mikael Messing
Mikael Messing (ur. 29 lipca 1964 w Häverö) – szwedzki żużlowiec.
Srebrny medalista indywidualnych mistrzostw Szwecji młodzików (1978). Brązowy medalista młodzieżowych indywidualnych mistrzostw Szwecji (Norrköping 1985).
Reprezentant Szwecji na arenie międzynarodowej. Wielokrotny uczestnik eliminacji indywidualnych mistrzostw świata (najlepszy wynik: 1983 – XVIII miejsce w końcowej klasyfikacji finału szwedzkiego). Dwukrotny finalista indywidualnych mistrzostw Europy na torze trawiastym (Eenrum 1986 – jako rezerwowy, Nandlstadt 1987 – XVII miejsce).
W lidze szwedzkiej reprezentował barwy klubów: Rospiggarna Hallstavik (1981, 1984–1993) oraz Skepparna Västervik (1982–1983).